# Gongsun Longzi
Gongsun Longzi (chinesisch 公孫龍子, Pinyin Gōngsūn Lóngzǐ, W.-G. Kung-sun Lung Tzu) ist das einzige noch vorhandene Werk eines Vertreters einer Schule, die in den Quellen aus der Han-Dynastie als Míng jiā;
(chinesisch 名家) bezeichnet wird. In der westlichen Literatur hat sich die Bezeichnung Chinesische Sophisten für die Vertreter der Míng jiā (wörtlich Schule der Namen) durchgesetzt. Als Autor dieses Büchleins wird ein Gongsun Long (chinesisch 公孫龍; ca. 320 – 250 v. Chr.) angenommen, der dem Shiji zufolge aus dem Staate Zhao (chinesisch 趙; s. auch Zeit der Streitenden Reiche) stammte.
Die uns erhalten gebliebene Version des Gongsun Longzi  ist in sechs Essays unterteilt, von denen der erste mit dem Titel Spurensammlung (chinesisch 跡府, Pinyin jī fǔ) drei Auszüge aus nicht mehr erhaltenen Werken zum Leben des Gongsun Long enthält. Von den fünf verbleibenden Kapiteln werden nur zwei, Über das weiße Pferd (chinesisch 白馬論, Pinyin bái mǎ lùn) und Über Bezeichnungen und Dinge (chinesisch 指物論, Pinyin zhǐ wù lùn), als repräsentativ für die Lehre des Philosophen erachtet. Der bekanntere dieser beiden ist Über das weiße Pferd, der mit der Frage "Kann man sagen, dass ein weißes Pferd kein Pferd ist?" (chinesisch 白馬非馬可乎, Pinyin bái mǎ fēi mǎ hě hu) beginnt. Dieser Text ist als Streitgespräch zwischen zwei Personen A und B strukturiert, wobei A die Wahrheit der Aussage voraussetzt und B diese anzweifelt. Der Gegenstand dieser Diskussion ist eigentlich die Bedeutung der nichtformalen Sprache, genauer des korrekten Gebrauches des Wortes sein (Im Sinne von Zugehörigkeit):
A: "Zugehörigkeit ist gegeben, wenn ein Element einer Menge von Gegenständen mit einer bestimmten konstanten Eigenschaft zugeordnet werden kann, ohne dass alle Eigenschaften der Elemente der Menge gleich sein müssen."
B: "Zugehörigkeit ist nur dann gegeben, wenn ein Element einer Menge von Gegenständen nur dann zugeordnet werden kann, wenn alle Eigenschaften der Elemente gleich sind."
Wird die Schlussregel A angewandt, so ist ein weißes Pferd ein Element der Menge aller Pferde. Wird die Schlussregel B angewandt, ist ein weißes Pferd kein Element der Menge aller Pferde, weil die Elemente dieser Menge die Eigenschaft weiß nicht besitzen. Der Zweck dieses Textes ist, den Leser zu Überlegungen anzuregen, welche Schlussregel durch den Gebrauch des Wortes "sein" angewendet werden sollte. Der Text diskutiert daher verschiedene Arten von Gleichheit und stößt dabei zugleich an die Unzulänglichkeiten von nichtformaler Sprache, ohne jedoch den Versuch einer Formalisierung zu unternehmen.
Die weiteren im Gongsun Longzi enthaltenen Essays sind:
- Die Veränderung verstehen (chinesisch 通變論, Pinyin tōng biàn lùn)
- Über das Harte und das Weiße (chinesisch 堅白論, Pinyin jiān bái lùn)
- Über Namen und Tatsachen (chinesisch 名實論, Pinyin míng shí lùn)